# گرگ ایلس
گرگ ایلس (انگلیسی: Greg Iles؛ زادهٔ ۸ آوریل ۱۹۶۰ - ۱۵ اوت ۲۰۲۵ (۶۵ سال)) نویسنده اهل ایالات متحده آمریکا است.